# Geomarketing
Geomarketing ist eine Teildisziplin des Marketings. Es widmet sich den räumlichen (geographischen) Aspekten im Marketing und ergänzt die Bereiche des klassischen Marketing-Mixes bestehend aus Produkt, Preis, Distribution und Kommunikation jeweils um die räumliche Sicht. Geomarketing spiegelt die räumliche Dimension des Marktes wider und hat seinen Ansatz darin, dass sich der Markt regional differenziert bzw. sich regionalisieren lässt.

## Hintergründe
Eine eindeutige Definition für den Begriff „Geomarketing“ zu liefern, ist nicht einfach. Die erste begriffliche Annäherung erfolgte 1995 durch FRÜHLING & STEINGRUBE in ihrem Artikel „Geomarketing: Neue Begriffe = Neue Methoden?“. Dort wurde bereits darauf hingewiesen, dass es sich bei Geomarketing um einen Oberbegriff von mehreren Marketinginstrumenten wie „Mikrogeographische Segmentierung“ oder „Business Mapping“ handelt und nicht um eine bestimmte Methodik. Geomarketing ist somit eine Disziplin.
Die Anfänge des Geomarketing gehen weit über die Entstehung des Begriffs in den 90ern hinaus. Wie die Definition des Begriffs sagt, untersucht und optimiert Geomarketing unternehmerisches Handeln nach räumlichen Strukturen, da Märkte aufgrund geographischer Gegebenheiten nicht gleich sind.
Eine Untersuchung von Absätzen – auch gebietsbezogen – nannte man im deutschsprachigen Raum in den 50er Jahren noch klassischer Weise „Absatzforschung“, der Begriff wurde aber nach und nach von dem aus den USA stammenden Begriff „Marketing Research“ abgelöst. Im Grunde genommen lässt sich sagen, dass die Analyse zur Optimierung wirtschaftlichen Handelns aus Unternehmenssicht so alt ist wie die Geschichte der Unternehmen selbst.
Heute wird Geomarketing zur Planung und Steuerung von Standorten (z. B. von Filialnetzen), Vertriebsgebieten (z. B. für den Außendienst) und Netzinfrastrukturen (z. B. für Netzabdeckungen oder Transportwegen) bis hin zur gezielten Erschließung neuer Märkte eingesetzt (z. B. für die Expansionsplanung). Geomarketing erhält deshalb auch zunehmend Einzug in den Bereich des Controllings, um an Marketing und Vertrieb regional unterschiedliche Vorgaben stellen zu können.
Darauf spezialisierte Geomarketing-Software importiert unternehmensinterne Informationen wie Kundendaten mittels Geocodierung oder verknüpft über Koordinaten diese direkt mit Gebieten und weiteren Markt- und Potenzialdaten. Der Markt erfährt in der Karte eine völlig neue Transparenz und eröffnet Strategie, Marketing & Vertrieb neue Aspekte bei der regionalen Planung und Erfolgsmessung von Produkten, deren Preisen und erzielbaren Umsätzen.

### Geomarketing an Hochschulen und Universitäten
An einigen Universitäten und Hochschulen finden sich Grundlagen des Geomarketing im Lehrplan. An der Jade Hochschule in Oldenburg ist Geomarketing ein fester Bestandteil des Curriculums im Studiengang Wirtschaftsingenieurwesen Geoinformation. An der Hochschule Karlsruhe findet sich die Vertiefungsrichtung Geomarketing im Studiengang Geoinformationsmanagement. Außerdem wird an der Universität Wien im Rahmen eines Wahlmoduls des Masterstudiengangs Kartographie und Geoinformation eine Lehrveranstaltung zum Thema Geomarketing angeboten. Des Weiteren wird Geomarketing in Studienprojekten der Justus-Liebig-Universität am Institut für Geographie in Gießen angeboten.

## Definitionen

### Nach Schüssler (2000)
Geomarketing bezeichnet die Planung, Koordination und Kontrolle kundenorientierter Marktaktivitäten von Unternehmen mittels geographischer Informationssysteme. Es werden Methoden angewendet, die den Raumbezug der untersuchten unternehmensinternen und -externen Daten herstellen, analysieren und visualisieren sowie sie zu entscheidungsrelevanten Informationen aufbereiten.

### Nach Herter (2007)
Geomarketing analysiert aktuelle wie potenzielle Märkte nach räumlichen Strukturen, um den Absatz von Produkten effektiver planen und messbar steuern zu können. Geomarketing ergänzt den klassischen Marketing-Mix bestehend aus Produkt, Preis, Distribution und Kommunikation um die räumliche Betrachtung, da sich der Markt regional bzw. geographisch differenzieren lässt.
Ausführlicher erklärt Herter (2010):
"Marketing ist die konsequente Ausrichtung eines Unternehmens seine Produkte optimiert abzusetzen (veraltet Absatzwirtschaft). Die Produkte werden über unterschiedliche Werbewege beworben und auf unterschiedlichen Vertriebskanälen abgesetzt. Die Zielgruppe stellt die Interessenten dar, die das Produkt potenziell kauft (Konsument (B2C) oder Unternehmen (B2B)).
Zielgruppen benutzen unterschiedliche Werbe- und Absatzkanäle, um sich zu informieren und zu kaufen. Sie wohnen, arbeiten und bewegen sich im Raum. Produkt und Zielgruppe sind räumlich voneinander getrennt. Absatz erfolgt dann, wenn die Distanz zwischen Produkt und Zielgruppe 0 wird. Geomarketing analysiert Produkt wie Zielgruppe nach räumlichen Strukturen, um den Absatz effektiver planen und messbar steuern zu können."

## Anwendungsbereiche (exemplarisch)

### Standortanalyse, Standortplanung
- wo ist der beste Standort für mein Unternehmen?
- ist der geplante Standort tragfähig?
- wo kann ich eine weitere Filiale eröffnen?
- wo erreiche ich am meisten Kunden oder Interessenten?

### Vertriebsgebietsplanung (District)
- wie muss ich meine Vertriebsgebiete zuschneiden, um die Gebietsmanager effizient einzusetzen?
- wie kann ich Gebiete gleichen Potenzials abgrenzen?
- folgen meine Vertriebsgebiete etwa gleichen Fahrzeiten?

### Vertriebscontrolling mit Potenzialanalyse, Wettbewerbsanalyse, Schwachstellenanalyse
- wo habe ich den geringsten Marktanteil?
- wo ist die Potenzialausschöpfung am geringsten?
- wo habe ich mich verbessert/verschlechtert?

### Mediaplanung (Werbeverteilgebiete, Plakatwände)
- wo fokussiere ich meine Werbung, um Streuverluste zu minimieren?
- wie erreiche ich die Zielgruppe am besten?
- welche Werbung erzielt in meinem Gebiet die besten Rücklaufquoten?

### Profilierung und Lokalisierung von (potenziellen) Kunden
- welche typischen Eigenschaften meiner Kunden ergeben die Zielgruppendefinition?
- wo im Einzugsgebiet finde ich potenzielle Kunden mit den Eigenschaften meiner Zielgruppe?
- muss ich mein Angebot an ein sich wandelndes Kundenprofil im Einzugsgebiet anpassen?

### Tourenplanung, Routenoptimierung
- in welcher Reihenfolge muss der Außendienst seine Kunden besuchen, um Zeit und Kraftstoff zu sparen?
- wie definiere ich Vertriebsgebiete in Abhängigkeit von optimalen Routen zu den Kunden?
- welche Kundenadressen lege ich zu einer optimalen Tour zusammen?